# Nike-Feuerstellung Oedingen
Die Nike-Feuerstellung Oedingen war im Kalten Krieg eine 16,08 ha große Flugabwehrraketenstellung der Bundesluftwaffe. Im Rahmen der nuklearen Teilhabe der NATO wären im Ernstfall taktische US-Atomsprengköpfe auf die Raketen montiert worden, die in Hallen auf dem Gelände der Abschussstellung bereitgehalten wurden. Die Stellung gehörte als Teil des sogenannten Nike-Gürtels zur Luftverteidigung der NATO und lag bei Lennestadt-Oedingen im Kreis Olpe.

## Geschichte
Die 1. Batterie des Flugabwehrraketenbataillons 22 (militärisch kurz: 1./FlaRakBtl 22) wurde 1962 von Köln-Wahn hierher verlegt. Die anderen Batterien des FlaRakBtl 22 lagen in Burbach ⊙, Waldbröl ⊙ und Marienheide ⊙ (Dislozierung, siehe Galerie). Die Feuerstellung LA (Launching Area) lag westlich des Weilers Obervalbert. Die Feuerleit- und Radarstellung IFC (Integrated Fire Control) lag ca. 1.700 Meter nordöstlich auf dem Gipfel des 583 m hohen Buchhagen in der Gemeinde Finnentrop. Die nicht in der LA und IFC befindlichen Soldaten waren in der ca. 1.100 Meter östlich liegenden Sauerlandkaserne untergebracht.

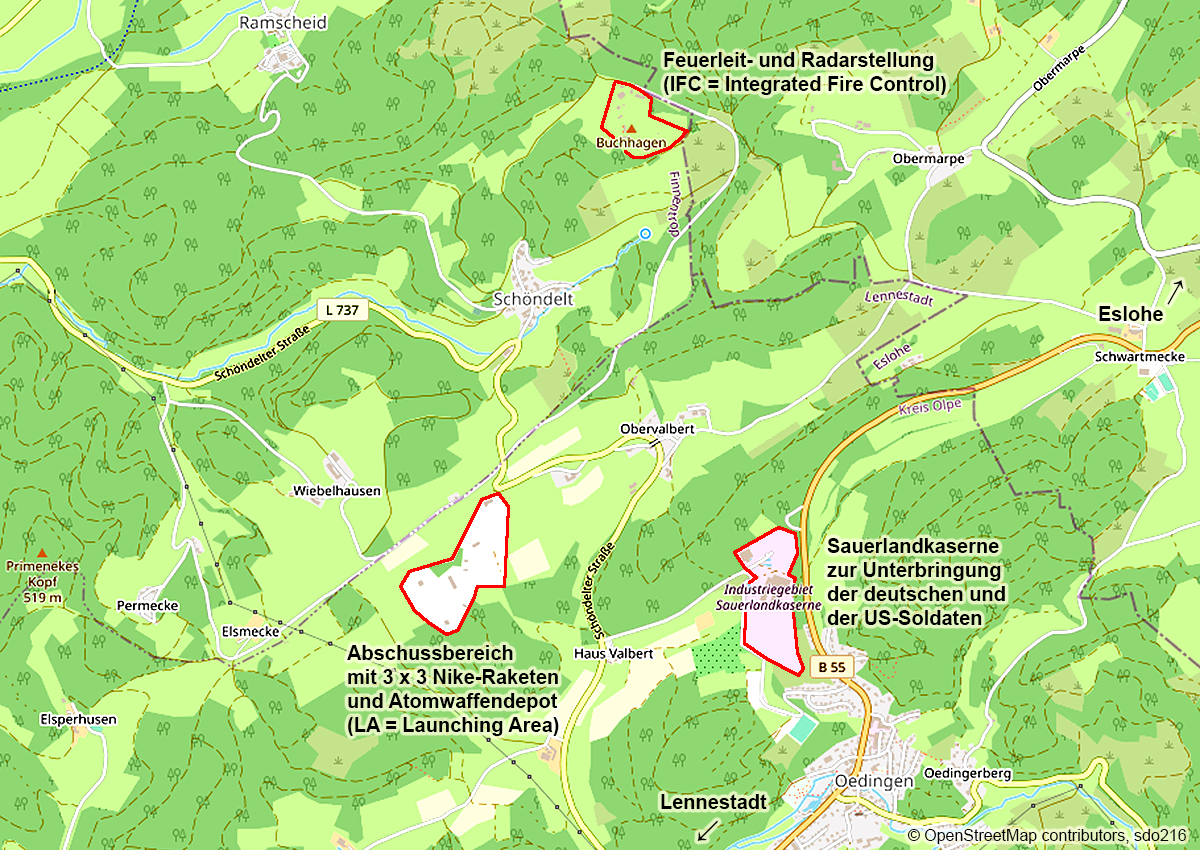
Karte der Nike-Stellung mit Abschussbereich, Radarstellung und Sauerlandkaserne
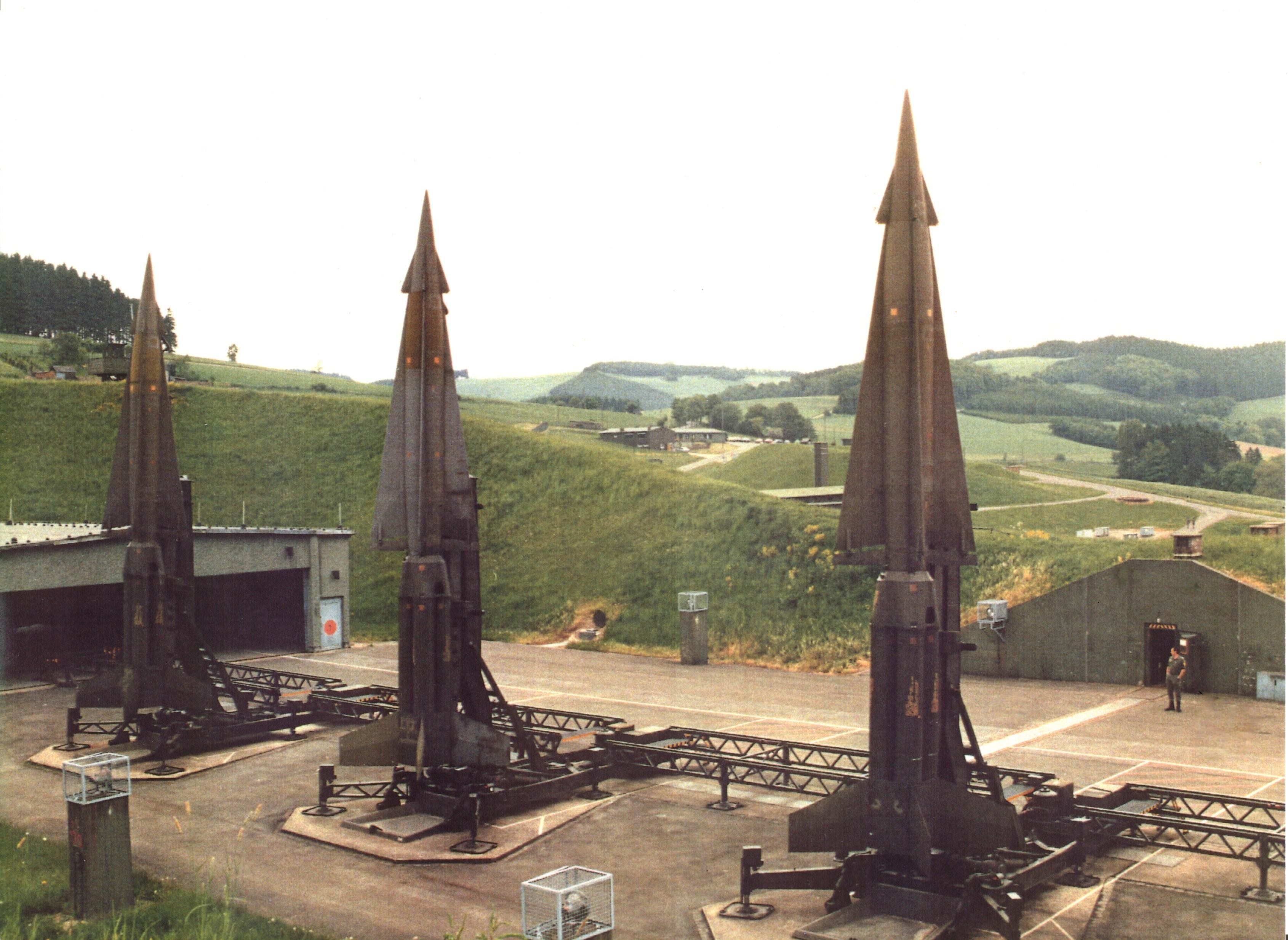
Drei aufgerichtete Nike-Hercules-Raketen im Abschussbereich der 1./FlaRakBtl 22, 1980
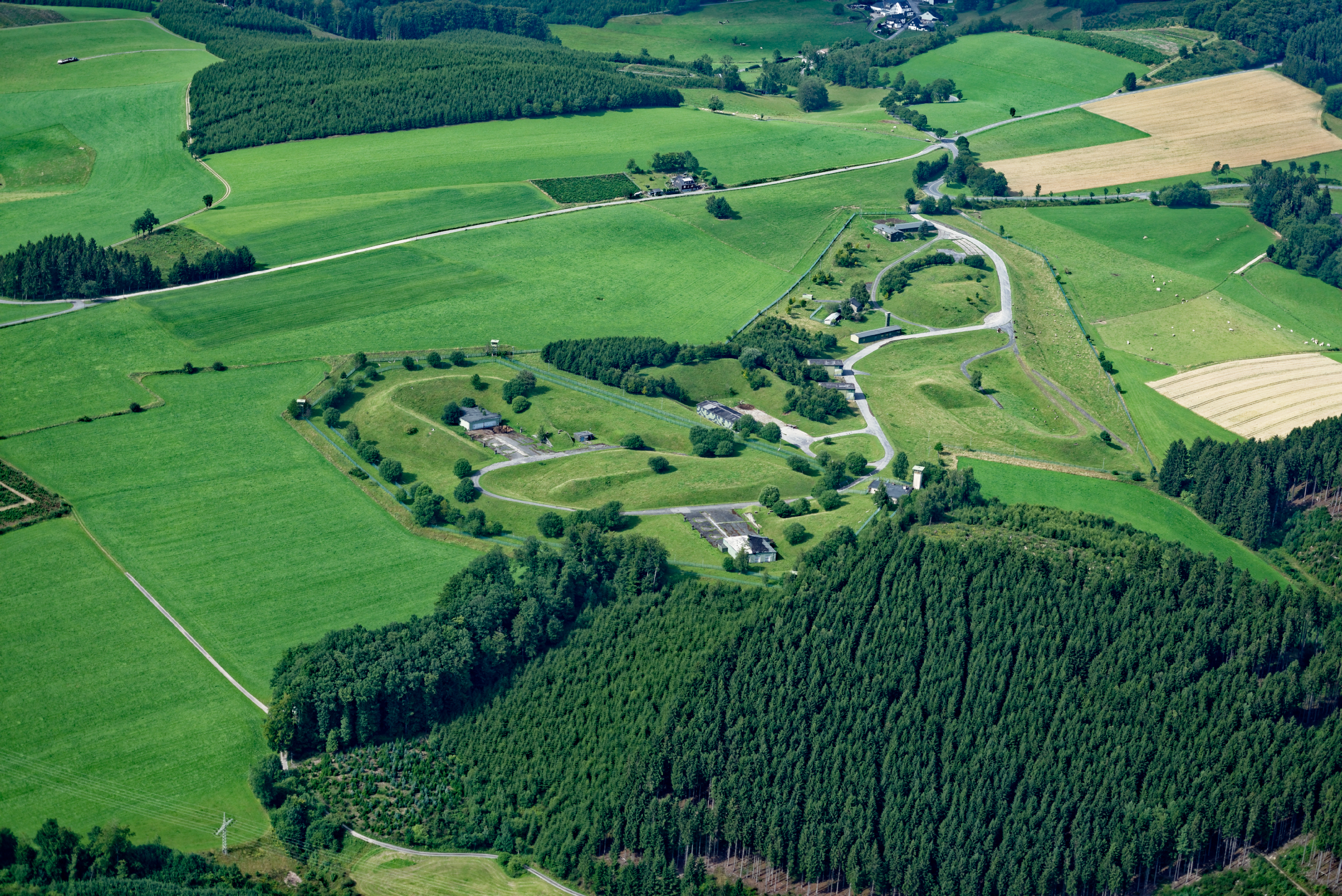
Luftbild der ehemaligen Nike-Feuerstellung Oedingen, 2015
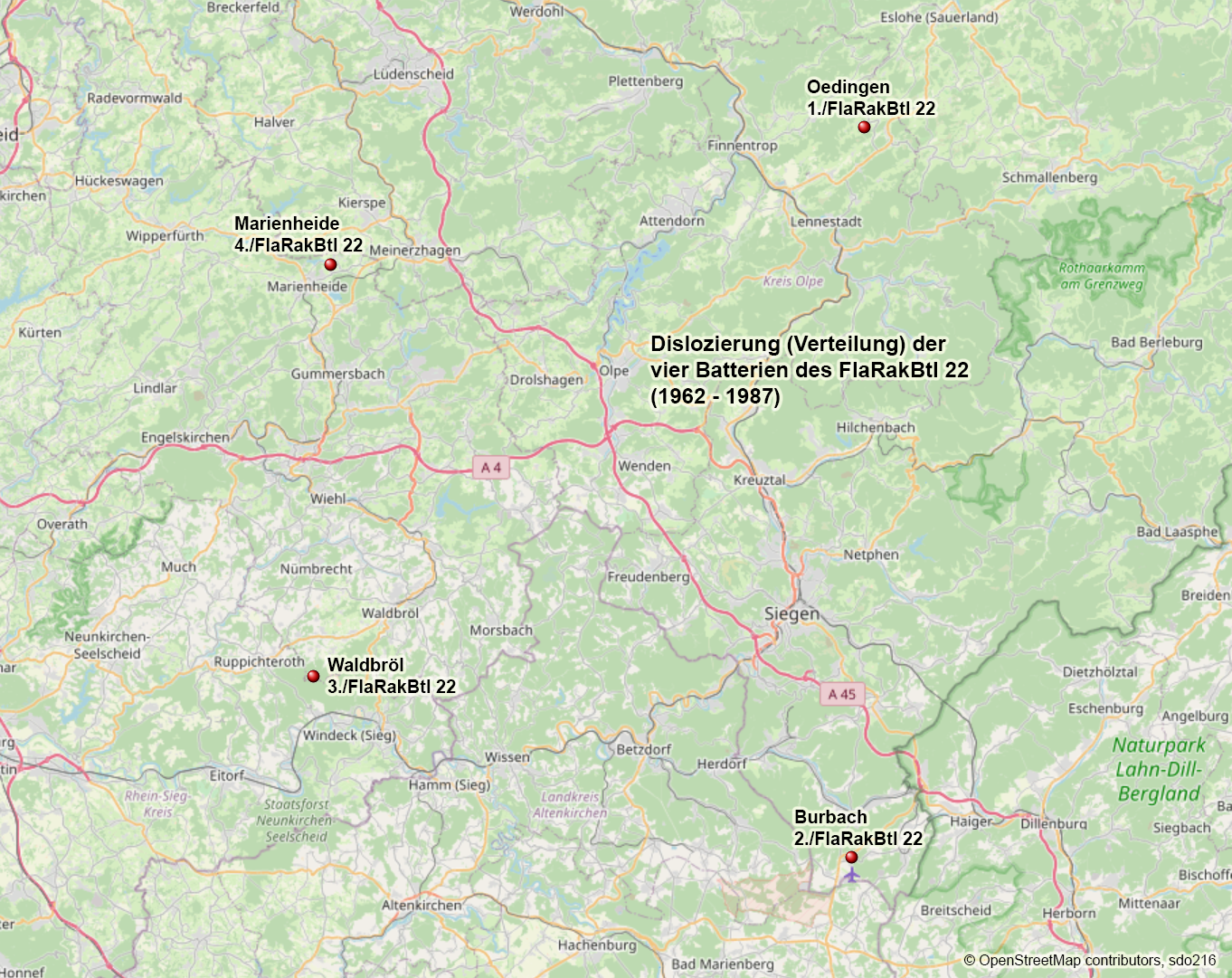
Frühere Dislozierung (Verteilung) des FlaRakBtl 22

Von 1962 bis 1987 waren dort Flugabwehrraketen vom Typ Nike Ajax und später vom Nachfolgertyp Nike Hercules stationiert. Ein Teil der Raketen vom Typ Nike Hercules war atomar bestückt. Das Maximum an zeitgleich vorhandenen atomaren Sprengköpfen W31 lag bei zehn Stück, mit einer Sprengkraft von zwei oder 40 Kilotonnen. In den 1970er Jahren wurden die Sprengköpfe mit 40 Kilotonnen gegen solche mit 20 Kilotonnen ausgetauscht. Die atomaren Sprengköpfe waren für den Boden-Luft-Einsatz und Boden-Boden-Einsatz bis zu einer Entfernung von 180 Kilometern konzipiert. Die Kontrolle über die nuklearen Sprengköpfe hatte die US-Army, die mit etwa 25 Soldaten in Oedingen stationiert war. Die atomaren Sprengköpfe befanden sich also im US-Besitz, während Raketen usw. sich im deutschen Besitz befanden. Der US-Abzug am 23. Oktober 1987 bedeutete das Ende des Standorts zur Atomwaffenlagerung. Die Abschussstellungen wurden am 8. April 1988 außer Dienst gestellt.

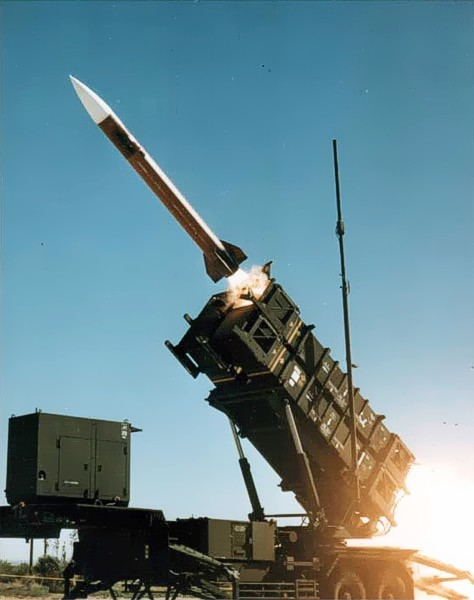
Start einer Patriot-Rakete auf einem mobilen Startgerät

In der Abschussstellung gab es bis 1987 drei Raketenhallen mit je drei Raketen-Startrampen für Nike Hercules. Neben jeder Raketenhalle gab es je einen Bunker für die Bedienungsmannschaften. Bei den Raketenhallen handelte es sich um normale Hallen, welche in ähnlicher Form auch in der Industrie genutzt wurden. Diese Hallen waren einzig mit Erdwällen gegen Angriffe geschützt. Neben den drei Raketenhallen gab es noch eine Montagehalle für Arbeiten an den Raketen bzw. den Sprengköpfen. Daneben gab es noch Unterkunftsgebäude für deutsche und US-Soldaten. Die Stellung war durch zwei Zäune, starken Scheinwerfern und vier schusssichere Wachtürme gesichert. Zwischen den beiden Zäunen lief jeweils ein Hundeführer mit Schäferhund Streife. Im inneren Bereich durfte, ausgeschlossen die Bedienungsmannschaften, nur in Begleitung von je einem deutschen und einem US-Wachsoldaten gearbeitet werden. Der innere Bereich umfasste zwei Hallen mit Abschussplätzen am südwestlichen Ende der Stellung.
Zum Schutz gegen angreifende Tiefflieger standen in der Sauerlandkaserne 20 mm Zwillingsgeschütze bereit, welche nur bei Übungen in die Abschussstellung und Feuerleitstellung gebracht wurden bzw. im Kriegsfall gebracht worden wären.
Die Abschussstellung war im Schichtbetrieb Tag und Nacht besetzt und einsatzbereit. Dazu gab es in Oedingen drei Kampfbesatzungen für den Feuerleit- und Abschussbereich. Diese Kampfbesatzungen lösten sich in einem System von 48-Stunden-Schichten während der Woche und 72-Stunden-Schichten am Wochenende ab. Die vier Batterien des FlaRakBtl 22 befanden sich in unterschiedlichen Bereitschaftsstufen. Dabei hatte je eine Batterie eine Reaktionszeit von maximal 30 Minuten, maximal drei Stunden, maximal zwölf Stunden und mehr als zwölf Stunden. Mit Reaktionszeit war die Zeit gemeint, in welcher eine erste Rakete abgeschossen werden konnte.
Von 1987 bis 1992 wurde die IFC (Feuerleitstellung) aufwändig zu einer Patriot FAST (Friedens-Ausbildungs-STellung) umgebaut. In der FAST waren acht Startgeräte der Patriot-Flugabwehrraketen in sechs Abschussstellungen stationiert, zwei Startgeräte hatten keine eigene Abschussstellung. Die LA (Feuerstellung) wurde von 1987 bis 2002 nur noch als Lagerplatz von der Bundeswehr genutzt.
Bei der Patriot handelt es sich um ein bodengestütztes Mittelstrecken-Flugabwehrraketen-System zur Abwehr von Flugzeugen, Marschflugkörpern und taktischen ballistischen Mittelstreckenraketen. Ab 1990 wurde die Batterie in Oedingen zur 5. Batterie der FlaRakGrp 21. 2002 wurde die Einheit nach Ostdeutschland verlegt.

## Nachmilitärische Nutzung

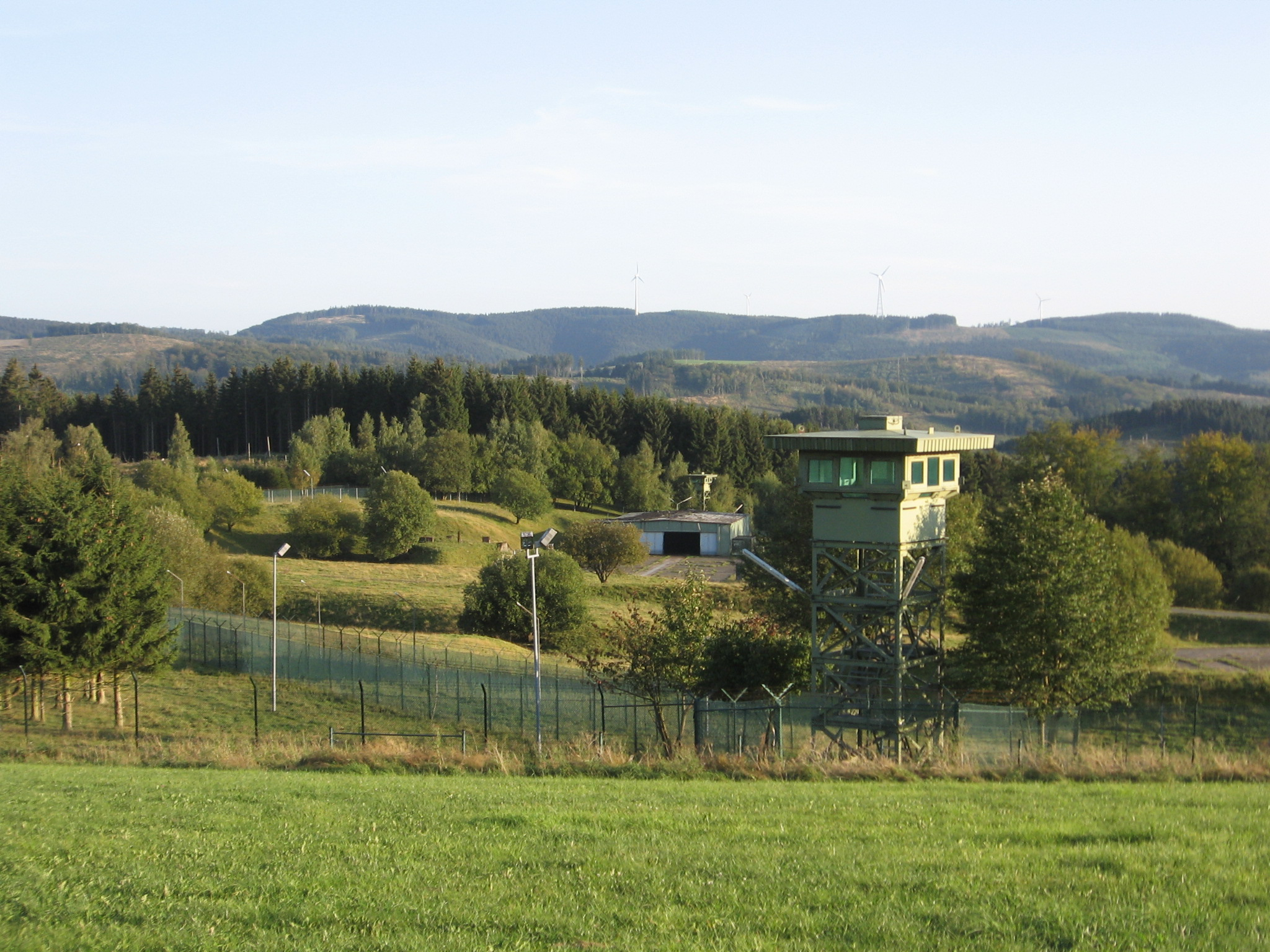
Frühere Raketenhalle und zwei der vier Wachtürme auf dem ungenutzten Gelände 2012

Die Feuerleitstellung auf dem Buchhagen wird von der Kreispolizeibehörde Olpe und der BRH Rettungshundestaffel Südwestfalen für Übungszwecke genutzt. Seit 2014 hat die Reservistenkameradschaft Finnentrop dort ihr Vereinsheim.
Auf dem Gelände der Sauerlandkaserne liegt heute das Industriegebiet Sauerlandkaserne. In diesem Industriegebiet hat sich, unter anderen, ein holzverarbeitender Betrieb angesiedelt.
Die Abschussstellung lag seit dem Verlassen durch die Bundeswehr brach. 2017 wurde eine 10-Mega-Watt Photovoltaikanlage auf dem Gelände der Feuerstellung geplant. Dazu wollte der Investor IBC Solar das Gelände von der Bundesanstalt für Immobilienaufgaben, die das Gebiet für die Bundesrepublik verwaltet, für 20 Jahre pachten. Das Landesamt für Natur, Umwelt und Verbraucherschutz Nordrhein-Westfalen (LANUV) erhob gegen die Nutzung Widerspruch, da es Magerwiesenbereiche im Gelände gibt, welche ein gesetzlich geschütztes Biotop nach § 30 BNatSchG bzw. § 62 des Landschaftsgesetzes NRW sind. Der niedrigwüchsige, artenreiche und schutzwürdige Magergrünlandkomplex befindet sich insbesondere in den steileren, südlich exponierten Böschungen der Erdwälle. Es kommen Arten wie Kleiner Wiesenknopf, Kleiner Odermennig, Knolliger Hahnenfuß und Aufrechte Trespe vor. Dem Gelände wurde eine hohe Bedeutung als Lebensraum für Schmetterlinge, Heuschrecken und Vögel zugeschrieben. Das Gebiet ist zudem Jagdgebiet für Fledermäuse. Wegen der hohen Umweltauflagen hat IBC die Pläne fallen gelassen, nach einer Neubewertung durch das LANUV fanden sich aber zwei neue Interessierte.